# Thiago Silva
Thiago Emiliano da Silva, noto come Thiago Silva (AFI: [t͡ʃiˈaɡu ˈsiwvɐ]; Rio de Janeiro, 22 settembre 1984) è un calciatore brasiliano, difensore e capitano del Fluminense. È diventato campione del Sud America nel 2019 con la nazionale brasiliana.
Considerato uno dei più forti difensori della propria generazione, ha trascorso la prima parte della sua carriera in Brasile, per poi trasferirsi in Europa. Nel 2008 si è trasferito al Milan, con cui ha vinto un campionato italiano (2010-11) e una Supercoppa italiana (2011). Dal 2012 al 2020 ha giocato con il Paris Saint-Germain con cui ha vinto sette campionati francesi. Dal 2020 al 2024 ha giocato nel Chelsea con cui ha conquistato una UEFA Champions League (2021), una Supercoppa UEFA (2021) e una Coppa del mondo per club FIFA (2021).
Con la nazionale brasiliana ha partecipato a quattro Mondiali (2010, 2014, 2018 e 2022), quattro Coppe America (2011, 2015, 2019 e 2021) e una Confederations Cup (2013), vincendo una Coppa America (2019) e la Confederations Cup.

## Caratteristiche tecniche
Adattato in alcune circostanze mediano con capacità di giocare anche come terzino, durante la sua permanenza alla Juventude è diventato difensore centrale dall'idea dell'allenatore Ivo Wortmann. Abile nel gioco aereo, possiede una buona velocità di base, senso della posizione ed è ottimo negli interventi in anticipo e in chiusura, oltre che nel leggere lo sviluppo dell'azione avversaria. In grado anche di far ripartire l'azione della propria squadra, era considerato, da molti, il difensore più forte al mondo nel 2012 al momento del suo trasferimento dal Milan al PSG.

## Carriera

### Club

#### Gli inizi in Brasile
Thiago Silva ha iniziato a giocare nelle giovanili del Fluminense nel 1998, ricoprendo il ruolo di centrocampista. L'anno seguente, date le poche possibilità di giocare nelle giovanili Tricolor, ha sostenuto alcuni provini con Madureira, Olaria e Flamengo, tutti con esito negativo.
Dopo un anno nelle giovanili del Barcelona-RJ, dal novembre del 2000 al novembre del 2001, gli è stato offerto un contratto da professionista dall'RS Futebol, con cui ha disputato la terza divisione del Campionato Gaúcho.
Nel 2004 è stato acquistato dalla Juventude, con la quale ha debuttato nel Brasileirão il 21 aprile 2004 contro il Cruzeiro. In totale durante la stagione 2004 ha disputato 28 partite nel campionato di Série A segnando 3 gol, il primo dei quali il 2 maggio 2004 contro il Paraná, e una gara nella Coppa del Brasile, per un totale di 29 presenze e 3 reti.

#### La prima esperienza in Europa: Porto e Dinamo Mosca
Le sue prestazioni nel nuovo ruolo di difensore centrale lo hanno fatto notare da alcuni club europei, in particolare il Porto, che nel 2004, dopo un periodo di prova, lo ha acquistato per 2,5 milioni di euro. A causa di un infortunio e alcuni problemi respiratori non è stato aggregato alla prima squadra ma ha giocato solo con la squadra B in Segunda Divisão B, la terza serie nazionale.
Nel gennaio del 2005 è stato ceduto in prestito alla Dinamo Mosca. A Mosca gli è stata diagnosticata la tubercolosi, che lo ha costretto a farsi operare per non perdere un polmone e a stare fermo per circa un anno.

#### Fluminense
Nel 2006 è ritornato in Brasile per provare a ricominciare la carriera con il club che lo aveva cresciuto nelle giovanili, il Fluminense. Nel 2007 con il Fluminense ha vinto la Coppa del Brasile e a livello personale la Bola de Prata, premio riservato agli 11 migliori giocatori del campionato brasiliano. Nel 2008 è arrivato sino alla finale della Coppa Libertadores persa ai rigori contro l'LDU Quito. In totale con il Fluminense ha disputato 146 partite nelle quali ha segnato 14 gol.

#### Milan

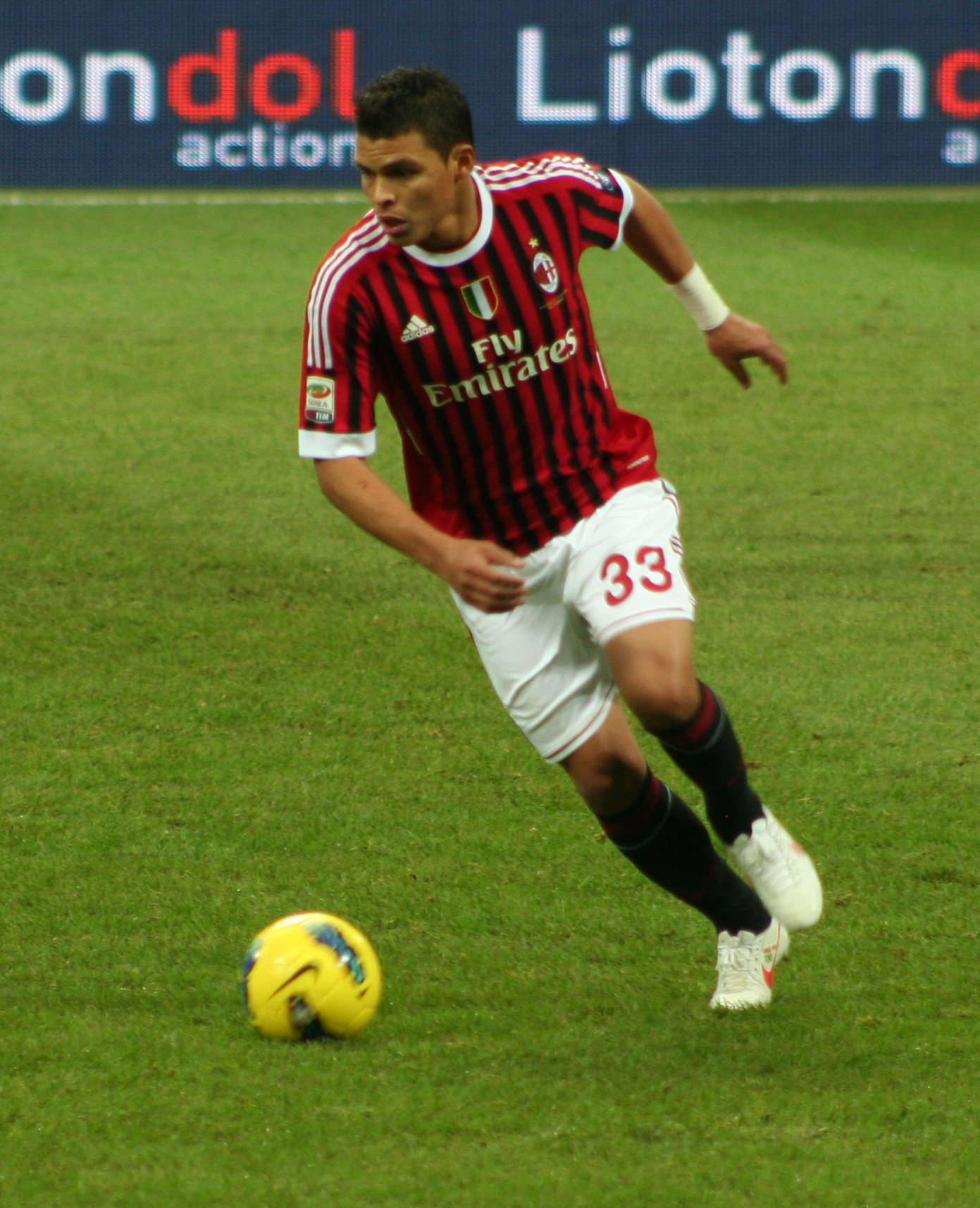
Thiago Silva in azione durante Milan- nel dicembre 2011.

Nel dicembre del 2008 si è accordato con il Milan, che lo ha pagato 10 milioni di euro e con cui ha firmato un quadriennale da 2,5 milioni di euro. La società italiana ha potuto tesserarlo ufficialmente solo a partire dalla stagione seguente, a causa della mancanza di posti disponibili per gli extracomunitari, ma ha deciso comunque di farlo allenare a Milanello con i nuovi compagni, a cui si è aggregato a partire dal gennaio del 2009. In precedenza il Villarreal aveva già trovato un'intesa con il Fluminense, che non si è però conclusa con il trasferimento del giocatore in Spagna.
Il 22 agosto 2009 ha debuttato con il Milan e in Serie A nella partita vinta per 2-1 in casa del Siena, mentre il 15 settembre 2009 ha esordito nelle competizioni UEFA per club in Olympique Marsiglia-Milan (1-2), partita valida per la prima giornata della fase a gironi della Champions League 2009-2010. Ha realizzato il suo primo gol ufficiale in maglia rossonera l'8 novembre seguente segnando di testa allo Stadio Olimpico di Roma contro la Lazio, partita nella quale è anche stato autore di un autogol nel 2-1 finale per il Milan. Thiago Silva ha concluso la sua prima annata al Milan totalizzando 33 presenze e 2 reti.
Ha iniziato positivamente la stagione 2010-2011, segnando nella prima gara ufficiale il secondo gol del Milan nella partita casalinga vinta dai rossoneri per 4-0 contro il Lecce. Nella parte centrale della stagione è stato impiegato anche come mediano per sopperire all'indisponibilità di centrocampisti dovuta a infortuni e squalifiche. Il 7 maggio 2011 ha vinto il suo primo scudetto e trofeo con i rossoneri a due giornate dal termine del campionato grazie allo 0-0 contro la Roma.
Il 17 maggio seguente, ha prolungato il contratto con il Milan firmando un accordo quinquennale fino al 30 giugno 2016. Il 6 agosto 2011 ha vinto la Supercoppa italiana con il Milan battendo l'Inter a Pechino per 2-1. Il 13 settembre seguente ha segnato la sua prima rete in Champions League, realizzando nei minuti di recupero con un colpo di testa su calcio d'angolo il gol che ha determinato il 2-2 finale al Camp Nou contro il Barcellona nella prima giornata della fase a gironi. Il 27 novembre 2011 ha indossato per la prima volta la fascia di capitano del Milan in occasione della partita casalinga contro il Chievo; nel corso della gara ha anche segnato la prima rete dell'incontro con un tiro dal limite dell'area su assist di Boateng. Il 24 marzo 2012, durante la gara di campionato contro la Roma, è stato costretto a lasciare il campo a causa di una lesione muscolare al bicipite femorale della coscia destra che gli ha causato circa due mesi di stop.

#### Paris Saint-Germain

##### 2012-2016

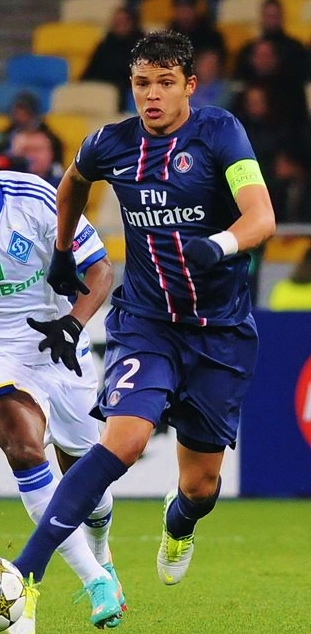
Thiago Silva in azione con la maglia del Paris Saint-Germain nel 2013.

Il 14 luglio 2012, nonostante avesse rinnovato il suo contratto con il Milan pochi giorni prima, è stato acquistato dai francesi del Paris Saint-Germain, con cui ha siglato un accordo quinquennale fino al 30 giugno 2017. La cifra corrisposta dal club francese, 39 milioni di euro, ha reso l'operazione il secondo trasferimento più costoso per un difensore dopo quello di Rio Ferdinand dal Leeds al Manchester United (46 milioni) e, fino a quel momento, il più caro della Ligue 1.
Il calciatore brasiliano ha scelto di indossare la maglia numero 2 e ha fatto il suo esordio con la squadra parigina il 18 settembre seguente, in occasione della partita di Champions League vinta per 4-1 contro la Dinamo Kiev, nel corso della quale ha realizzato il gol del momentaneo 2-0. Nel corso della stagione Thiago Silva è stato scelto da Carlo Ancelotti come capitano del PSG; il brasiliano ha indossato per la prima la volta la fascia il 21 novembre 2012 contro la Dinamo Kiev e poi l'ha mantenuta anche nelle gare successive nonostante il rientro di Christophe Jallet e Mamadou Sakho, che in precedenza avevano ricoperto tale ruolo. Ha concluso la prima stagione a Parigi con 34 presenze e 3 gol (2 in Champions League e uno in Coppa di Lega) e vincendo la Ligue 1, dove ha disputato 22 partite.
Ha iniziato la stagione 2013-2014 vincendo la Supercoppa di Francia grazie al 2-1 ottenuto il 3 agosto 2013 a Libreville contro il Bordeaux. Il 22 agosto seguente ha prolungato di un anno, fino al 30 giugno 2018, il proprio contratto con il Paris Saint-Germain. Alla fine di settembre del 2013, durante la partita di campionato contro il Monaco, si è infortunato al bicipite femorale ed è dovuto stare fermo per circa 6 settimane. È tornato a disposizione per la partita di Champions League contro l'Anderlecht del 5 novembre 2013 durante la quale è entrato in campo nel corso della ripresa. Il 1º dicembre seguente, nel corso del secondo tempo della partita vinta per 4-0 contro l'Olympique Lione, ha segnato il suo primo gol nella Ligue 1. Va di nuovo a segno nelle partite vinte in casa entrambe 5-0 contro il Sochaux e contro il Nantes. Conclude la stagione vincendo oltre che al suo secondo campionato francese consecutivo la sua prima Coupe de la Ligue battendo in finale il Lione per 2-1.
La prima presenza nella nuova stagione la trova alla prima giornata di campionato nella partita pareggiata per 2-2 in casa dello Stade Reims. Successivamente salterà 9 partite di Ligue 1 e 2 di Champions League per la rottura di una fibra muscolare. Il 21 febbraio 2015 segna il suo primo gol della stagione nella partita vinta 3-1 in casa contro il Tolosa. L'11 marzo 2015 nella partita di ritorno degli ottavi di Champions League segna al minuto '114 dei tempi supplementari il gol del 2-2 definitivo di testa su calcio d'angolo di Thiago Motta che decreta il passaggio del turno del PSG a discapito del Chelsea grazie ai gol segnati in trasferta. Infatti all'andata la partita si era conclusa con il risultato di 1-1. Grazie a questo storico passaggio del turno lui e i suoi compagni ricevono un premio di 260,000 € circa a testa. Verranno poi eliminati ai quarti di finale per mano del Barcellona con la doppia sconfitta per 3-1 in casa e 2-0 in Spagna. L'11 aprile 2015 vince la sua seconda Coupe de la Ligue battendo in finale 4-0 il Bastia.
Inizia la nuova stagione giocando la finale della Supercoppa di Francia e, vincendola 4-1 contro il Lione, conquista il primo trofeo stagionale. Alla seconda giornata di Ligue 1 trova il primo gol stagionale nella vittoria per 2-0 in casa contro il Gazélec Ajaccio. A fine stagione vince altri tre trofei: la Ligue 1, la Coupe de France e la Coupe de la Ligue.

##### 2016-2020
La stagione 2016-2017 vede un serrato testa a testa con il Monaco in Ligue 1, che si risolve con la vittoria dei monegaschi. Vince però la Coupe de France e la Coupe de la Ligue. Nella stagione 2017-2018 il Paris Saint-Germain torna a laurearsi campione di Francia, vincendo la Ligue 1, oltre a confermarsi in Coupe de France e in Coupe de la Ligue. Nella stagione successiva, nonostante il cambio in panchina (il terzo per il brasiliano da quando è al PSG), Thiago Silva resta un elemento centrale. A fine anno, il brasiliano può festeggiare un'altra Ligue 1.
Nella stagione 2019-2020 conquista un altro treble nazionale, vincendo la Ligue 1 (la settima personale), la Coupe de France e la Coupe de la Ligue, e raggiunge l'ultimo atto della Champions League, la prima per il club parigino. La finale persa per 0-1 contro il Bayern Monaco è anche l'ultima partita del brasiliano con la maglia del PSG, che dopo otto anni lascia Parigi.

#### Chelsea

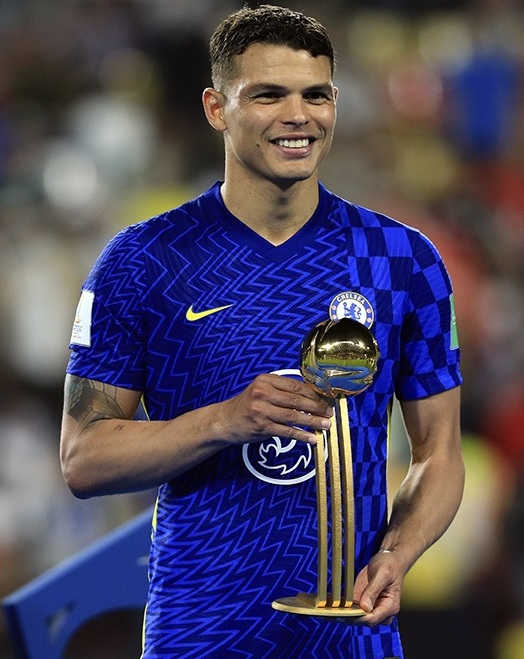
Thiago Silva con in mano il trofeo di Miglior Giocatore della Coppa del mondo per club FIFA 2021 vinta ad Abu Dhabi per 2-1 contro il Palmeiras.

Il 28 agosto 2020 viene ufficializzato il suo passaggio a parametro zero al Chelsea, con cui firma un contratto annuale con opzione per il secondo anno. L’esordio avviene il 23 settembre successivo nel successo per 6-0 in Coppa di Lega contro il Barnsley. Tre giorni dopo, in occasione del match conclusosi in pareggio giocato contro il West Bromwich Albion (3-3), esordisce in Premier League indossando la fascia di capitano, diventando il calciatore ad averla indossata più velocemente nella storia del club. S'impone sin da subito come titolare e leader della retroguardia del Chelsea, segnando pure la sua prima rete con i londinesi il 7 novembre nel successo per 4-1 contro lo Sheffield Utd. A fine anno vince la Champions League, pur giocando solamente 39 minuti nella finale contro il Manchester City a causa di un infortunio. A fine stagione rinnova il proprio contratto con i Blues.
L'11 agosto 2021, pur non scendendo in campo nella finale, vince la Supercoppa UEFA al Windsor Park di Belfast; si tratta del secondo successo per il Chelsea e del primo personale per Thiago Silva. Il 3 gennaio 2022, rinnova il suo contratto di un altro anno, portandone la scadenza a giugno 2023. Il 12 febbraio 2022 gioca l'intera finale della Coppa del mondo per club, che vede il Chelsea trionfare sul Palmeiras dopo i tempi supplementari. Al termine della finale, viene eletto come miglior giocatore della manifestazione.
L'11 ottobre 2022, colleziona la sua centesima presenza in Champions League, scendendo in campo nella vittoria per 0-2 nella partita della fase a gironi contro il Milan, sua ex squadra. Nel febbraio del 2023, invece, prolunga ulteriormente il proprio contratto con il club inglese, trovando un accordo fino al 30 giugno 2024.
Nell'aprile del 2024, Silva annuncia ufficialmente la conclusione della propria esperienza con i Blues al termine della stagione.

#### Ritorno alla Fluminense
Il 7 maggio 2024 viene annunciato il suo ritorno alla Fluminense, con cui sottoscrive un contratto biennale, a partire dal 1º luglio successivo.

### Nazionale

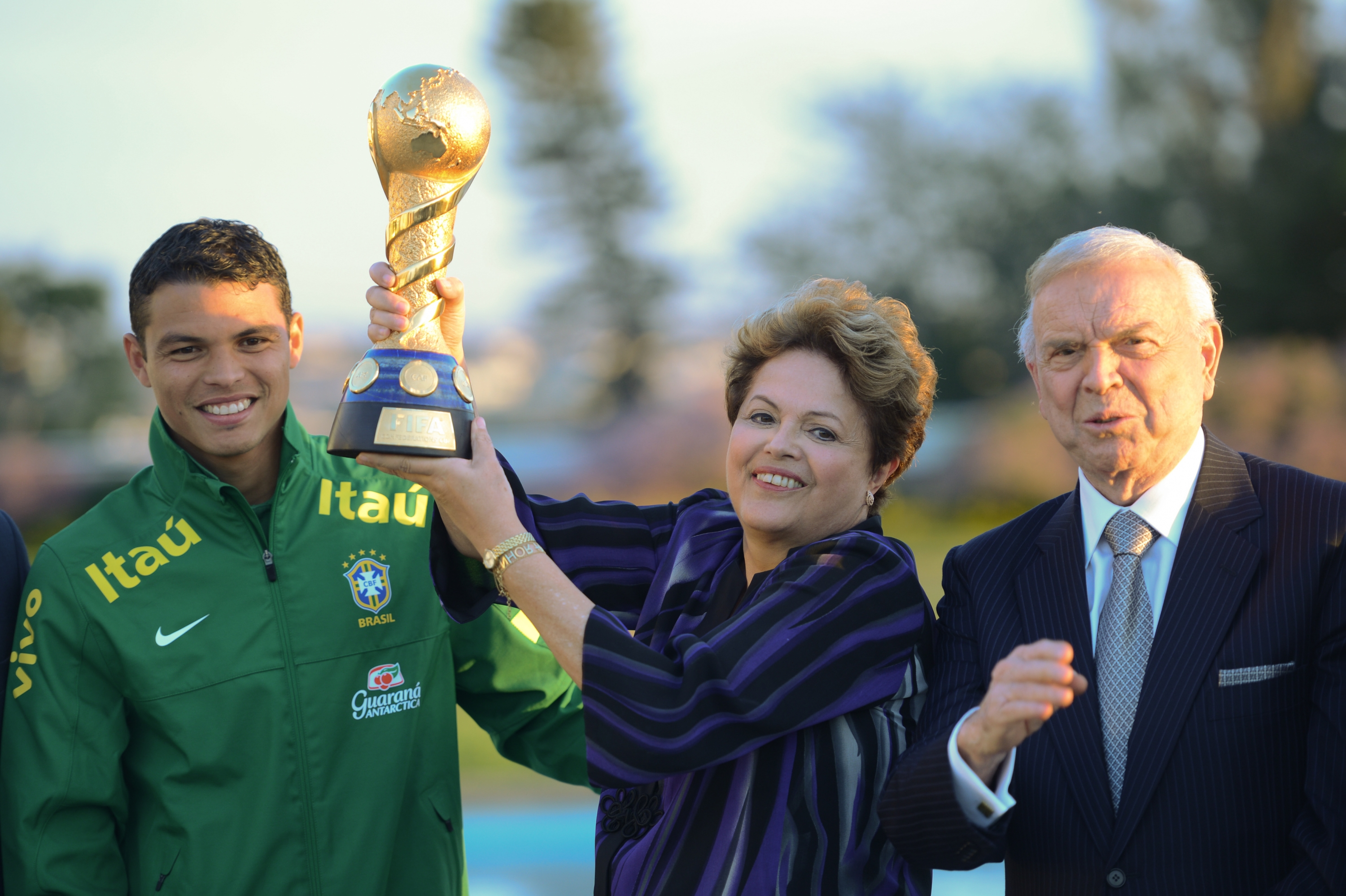
Thiago Silva festeggia con la presidente Dilma Rousseff la vittoria della Confederations Cup nel 2013.

Durante l'estate del 2008 è stato convocato dal CT brasiliano Dunga per partecipare con la selezione olimpica ai Giochi della XXIX Olimpiade a Pechino, come fuoriquota insieme a Ronaldinho. Durante la competizione olimpica, a causa anche di un infortunio occorsogli alla vigilia della prima gara, ha disputato solo due partite tra cui la finale per il terzo posto vinta contro il Belgio, entrando al 71º minuto al posto di Breno.
Ha esordito con il Brasile il 12 ottobre 2008, subentrando a Juan nell'intervallo della partita contro il Venezuela, valida per le qualificazioni mondiali. Il 19 novembre 2008, nell'amichevole di Gama vinta per 6-2 contro il Portogallo, è stato schierato per la prima volta come titolare.

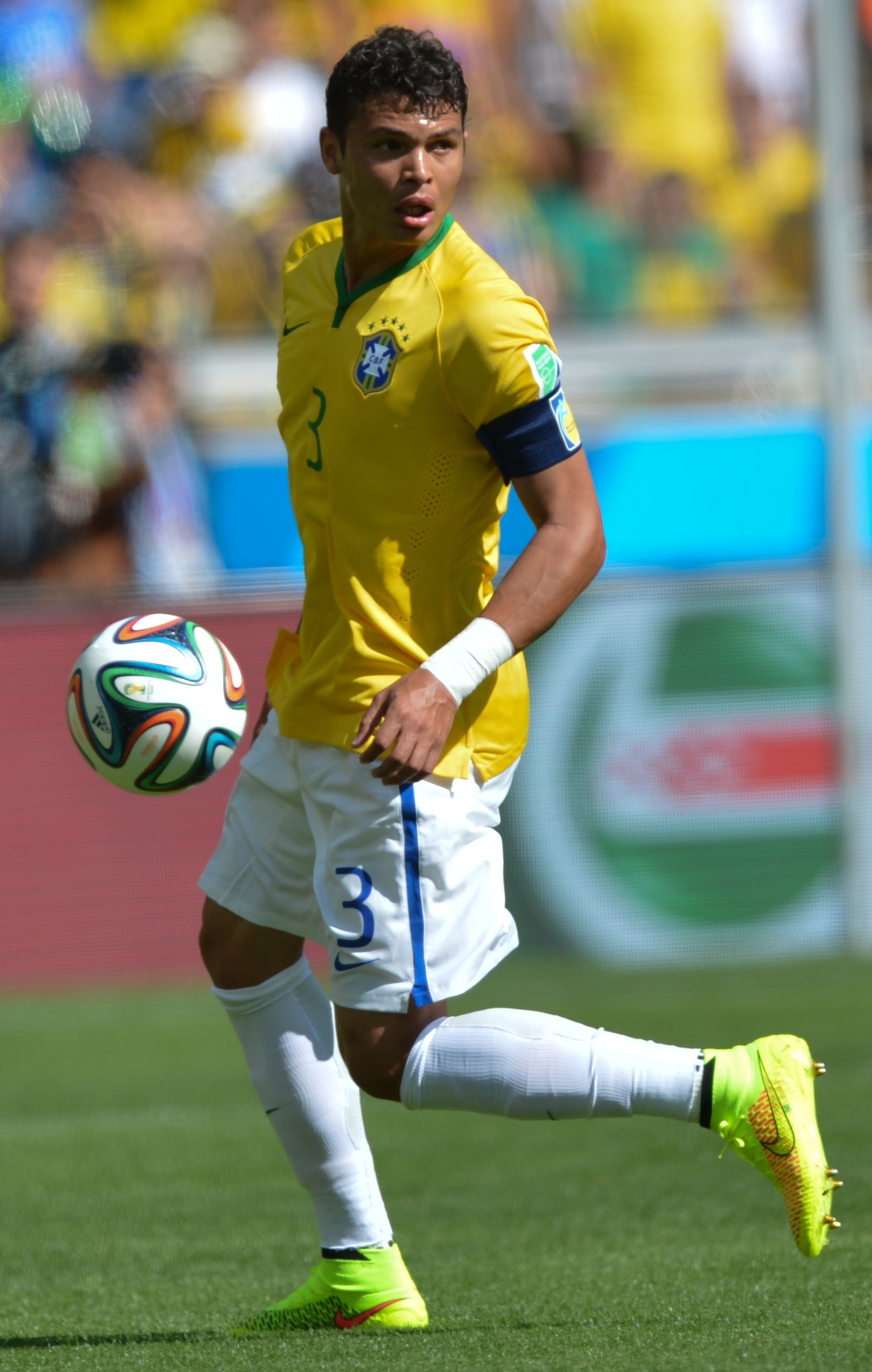
Thiago Silva con la fascia di capitano durante l'ottavo di finale Brasile-Cile al mondiale casalingo nel 2014.

È stato convocato da Dunga anche per il Mondiale 2010 in Sudafrica, nel quale tuttavia non è mai sceso in campo. L'anno seguente il CT Mano Menezes lo ha convocato per la Coppa America 2011 in Argentina. Nel corso della manifestazione ha disputato tutte le 4 partite della Seleção, che è stata eliminata nei quarti di finale dal Paraguay ai rigori per 0-2; in quella partita Thiago Silva ha calciato il secondo tiro dal dischetto dei verdeoro, parato dal portiere avversario Justo Villar.
Il 14 novembre 2011 ha indossato per la prima volta la fascia di capitano del Brasile in occasione della partita amichevole contro l'Egitto, vinta per 2-0, e il 30 maggio 2012 ha realizzato il primo gol con la maglia della Seleção, segnando di testa la rete del momentaneo 2-0 nella gara vinta per 4-1 contro gli Stati Uniti.
Il 5 luglio 2012 è stato inserito dal commissario tecnico Mano Menezes nella lista dei 18 convocati per le Olimpiadi di Londra, dove ha sempre giocato da titolare. Il Brasile è riuscito ad ottenere la medaglia d'argento, perdendo la finale contro il Messico per 2-1.
Convocato per il Mondiale 2014, Thiago Silva è andato a segno nel quarto di finale giocato contro la Colombia e vinto 2-1 dalla Seleçao. Nella stessa partita ha raccolto però la seconda ammonizione del torneo iridato, che lo ha costretto a saltare la semifinale contro la Germania, conclusasi con la sconfitta per 7-1 dei verdeoro. Il Brasile ha poi concluso il torneo in quarta posizione dopo la sconfitta nella finale per il terzo posto contro i Paesi Bassi. Al termine della manifestazione, e nel corso della quale ha totalizzato 6 presenze e una rete, Thiago Silva è stato inserito nella Top 11 FIFA della competizione.
Dopo il Mondiale casalingo, il nuovo CT Dunga, che ha sostituito Scolari, ha deciso di affidare la fascia di capitano della Nazionale brasiliana a Neymar invece che a Thiago Silva.
Nel 2015 viene convocato per la Coppa America in Cile, dove il Brasile viene eliminato ai quarti di finale dal Paraguay ai tiri di rigore.
Nel 2016, con il nuovo CT Tite, rientra in nazionale dopo più di un anno, e nel 2018 viene convocato per il Mondiale in Russia, dove gioca tutte le partite della competizione (segnando anche nel successo per 2-0 contro la Serbia ai gironi), nella quale la Seleção viene eliminata dal Belgio ai quarti di finale.
L'anno successivo partecipa alla Coppa America, organizzata in Brasile, manifestazione durante la quale Thiago Silva è titolare al centro della difesa e disputa tutte le partite fino alla finale, vinta contro il Perù. Nel 2021 prende parte ad un'altra edizione della Coppa America, organizzata di nuovo in Brasile. La nazionale brasiliana raggiunge la finale, ma esce sconfitta contro l'Argentina.
Il 10 ottobre 2021 raggiunge quota 100 presenze in nazionale nel pareggio per 0-0 contro la Colombia.
Nel 2022, a 38 anni, partecipa da capitano al suo quarto Mondiale, in Qatar, nel quale il Brasile viene eliminato ancora una volta ai quarti di finale, perdendo ai rigori contro la Croazia.

## Statistiche

### Presenze e reti nei club
Statistiche aggiornate al 2 agosto 2025.
| Stagione                   | Squadra                    | Campionato                 | Campionato | Campionato | Coppe nazionali | Coppe nazionali | Coppe nazionali | Coppe continentali | Coppe continentali | Coppe continentali | Altre coppe | Altre coppe | Altre coppe | Totale | Totale |
| Stagione                   | Squadra                    | Comp                       | Pres       | Reti       | Comp            | Pres            | Reti            | Comp               | Pres               | Reti               | Comp        | Pres        | Reti        | Pres   | Reti   |
| -------------------------- | -------------------------- | -------------------------- | ---------- | ---------- | --------------- | --------------- | --------------- | ------------------ | ------------------ | ------------------ | ----------- | ----------- | ----------- | ------ | ------ |
| 2002                       | RS Futebol                 | CgSB                       | 8          | 2          | CB              | -               | -               | -                  | -                  | -                  | -           | -           | -           | 8      | 2      |
| 2003                       | RS Futebol                 | CgDA                       | 17         | 0          | CB              | -               | -               | -                  | -                  | -                  | -           | -           | -           | 17     | 0      |
| Totale RS Futebol          | Totale RS Futebol          | Totale RS Futebol          | 25         | 2          |                 | -               | -               |                    | -                  | -                  |             | -           | -           | 25     | 2      |
| gen.-set. 2004             | Juventude                  | PD/RS+A                    | 7+28       | 0+3        | CB              | 1               | 0               | -                  | -                  | -                  | -           | -           | -           | 36     | 3      |
| set. 2004-gen. 2005        | Porto B                    | SD                         | 14         | 0          | -               | -               | -               | -                  | -                  | -                  | -           | -           | -           | 14     | 0      |
| 2005                       | Dinamo Mosca               | PL                         | 0          | 0          | CR+CR           | -               | -               | -                  | -                  | -                  | -           | -           | -           | 0      | 0      |
| 2006                       | Fluminense                 | A/RJ+A                     | 4+31       | 0          | CB              | 7               | 0               | CS                 | 4                  | 0                  | -           | -           | -           | 46     | 0      |
| 2007                       | Fluminense                 | A/RJ+A                     | 9+30       | 0+5        | CB              | 12              | 3               | -                  | -                  | -                  | -           | -           | -           | 51     | 8      |
| 2008                       | Fluminense                 | A/RJ+A                     | 14+20      | 3+1        | -               | -               | -               | CL                 | 12                 | 2                  | -           | -           | -           | 46     | 6      |
| 2009-2010                  | Milan                      | A                          | 33         | 2          | CI              | 0               | 0               | UCL                | 7                  | 0                  | -           | -           | -           | 40     | 2      |
| 2010-2011                  | Milan                      | A                          | 33         | 1          | CI              | 3               | 0               | UCL                | 6                  | 0                  | -           | -           | -           | 42     | 1      |
| 2011-2012                  | Milan                      | A                          | 27         | 2          | CI              | 2               | 0               | UCL                | 7                  | 1                  | SI          | 1           | 0           | 37     | 3      |
| Totale Milan               | Totale Milan               | Totale Milan               | 93         | 5          |                 | 5               | 0               |                    | 20                 | 1                  |             | 1           | 0           | 119    | 6      |
| 2012-2013                  | Paris Saint-Germain        | L1                         | 22         | 0          | CF+CdL          | 1+2             | 0+1             | UCL                | 9                  | 2                  | -           | -           | -           | 34     | 3      |
| 2013-2014                  | Paris Saint-Germain        | L1                         | 28         | 3          | CF+CdL          | 2+4             | 0               | UCL                | 7                  | 0                  | SF          | 1           | 0           | 42     | 3      |
| 2014-2015                  | Paris Saint-Germain        | L1                         | 26         | 1          | CF+CdL          | 5+3             | 0               | UCL                | 6                  | 1                  | SF          | 0           | 0           | 40     | 2      |
| 2015-2016                  | Paris Saint-Germain        | L1                         | 30         | 1          | CF+CdL          | 4+2             | 0               | UCL                | 9                  | 0                  | SF          | 1           | 0           | 46     | 1      |
| 2016-2017                  | Paris Saint-Germain        | L1                         | 27         | 3          | CF+CdL          | 3+3             | 1+2             | UCL                | 7                  | 0                  | SF          | 0           | 0           | 40     | 6      |
| 2017-2018                  | Paris Saint-Germain        | L1                         | 25         | 1          | CF+CdL          | 5+2             | 0               | UCL                | 6                  | 0                  | SF          | 1           | 0           | 39     | 1      |
| 2018-2019                  | Paris Saint-Germain        | L1                         | 25         | 0          | CF+CdL          | 4+2             | 0               | UCL                | 7                  | 0                  | SF          | 1           | 0           | 39     | 0      |
| 2019-2020                  | Paris Saint-Germain        | L1                         | 21         | 0          | CF+CdL          | 3+1             | 1+0             | UCL                | 9                  | 0                  | SF          | 1           | 0           | 33     | 1      |
| Totale Paris Saint-Germain | Totale Paris Saint-Germain | Totale Paris Saint-Germain | 204        | 9          |                 | 46              | 5               |                    | 60                 | 3                  |             | 5           | 0           | 315    | 17     |
| 2020-2021                  | Chelsea                    | PL                         | 23         | 2          | FACup+CdL       | 2+1             | 0               | UCL                | 8                  | 0                  | -           | -           | -           | 34     | 2      |
| 2021-2022                  | Chelsea                    | PL                         | 32         | 3          | FACup+CdL       | 3+2             | 0               | UCL                | 9                  | 0                  | SU+Cmc      | 0+2         | 0           | 46     | 3      |
| 2022-2023                  | Chelsea                    | PL                         | 27         | 0          | FACup+CdL       | 0               | 0               | UCL                | 8                  | 0                  | -           | -           | -           | 35     | 0      |
| 2023-2024                  | Chelsea                    | PL                         | 31         | 3          | FACup+CdL       | 4+3             | 1+0             | -                  | -                  | -                  | -           | -           | -           | 38     | 4      |
| Totale Chelsea             | Totale Chelsea             | Totale Chelsea             | 113        | 8          |                 | 14              | 1               |                    | 25                 | 0                  |             | 2           | 0           | 154    | 9      |
| lug.-dic. 2024             | Fluminense                 | A/RJ+A                     | 0+15       | 0          | CB              | 1               | 0               | CL                 | 4                  | 1                  | RS          | -           | -           | 20     | 1      |
| 2025                       | Fluminense                 | A/RJ+A                     | 8+12       | 1+0        | CB              | 1               | 0               | CS                 | 2                  | 0                  | Cmc         | 5           | 0           | 28     | 1      |
| Totale Fluminense          | Totale Fluminense          | Totale Fluminense          | 143        | 10         |                 | 21              | 3               |                    | 22                 | 3                  |             | 5           | 0           | 191    | 16     |
| Totale carriera            | Totale carriera            | Totale carriera            | 627        | 37         |                 | 86              | 9               |                    | 127                | 7                  |             | 13          | 0           | 853    | 53     |

### Cronologia presenze e reti in nazionale
| Cronologia completa delle presenze e delle reti in nazionale ― Brasile | Cronologia completa delle presenze e delle reti in nazionale ― Brasile | Cronologia completa delle presenze e delle reti in nazionale ― Brasile | Cronologia completa delle presenze e delle reti in nazionale ― Brasile | Cronologia completa delle presenze e delle reti in nazionale ― Brasile | Cronologia completa delle presenze e delle reti in nazionale ― Brasile | Cronologia completa delle presenze e delle reti in nazionale ― Brasile | Cronologia completa delle presenze e delle reti in nazionale ― Brasile |
| Data                                                                   | Città                                                                  | In casa                                                                | Risultato                                                              | Ospiti                                                                 | Competizione                                                           | Reti                                                                   | Note                                                                   |
| ---------------------------------------------------------------------- | ---------------------------------------------------------------------- | ---------------------------------------------------------------------- | ---------------------------------------------------------------------- | ---------------------------------------------------------------------- | ---------------------------------------------------------------------- | ---------------------------------------------------------------------- | ---------------------------------------------------------------------- |
| 12-10-2008                                                             | San Cristóbal                                                          | Venezuela                                                              | 0 – 4                                                                  | Brasile                                                                | Qual. Mondiali 2010                                                    | -                                                                      | 46’                                                                    |
| 15-10-2008                                                             | Rio de Janeiro                                                         | Brasile                                                                | 0 – 0                                                                  | Colombia                                                               | Qual. Mondiali 2010                                                    | -                                                                      | 66’                                                                    |
| 19-11-2008                                                             | Gama                                                                   | Brasile                                                                | 6 – 2                                                                  | Portogallo                                                             | Amichevole                                                             | -                                                                      |                                                                        |
| 10-2-2009                                                              | Londra                                                                 | Brasile                                                                | 2 – 0                                                                  | Italia                                                                 | Amichevole                                                             | -                                                                      | 78’                                                                    |
| 14-11-2009                                                             | Doha                                                                   | Brasile                                                                | 1 – 0                                                                  | Inghilterra                                                            | Amichevole                                                             | -                                                                      |                                                                        |
| 17-11-2009                                                             | Mascate                                                                | Oman                                                                   | 0 – 2                                                                  | Brasile                                                                | Amichevole                                                             | -                                                                      |                                                                        |
| 2-6-2010                                                               | Harare                                                                 | Zimbabwe                                                               | 0 – 3                                                                  | Brasile                                                                | Amichevole                                                             | -                                                                      |                                                                        |
| 10-8-2010                                                              | East Rutherford                                                        | Stati Uniti                                                            | 0 – 2                                                                  | Brasile                                                                | Amichevole                                                             | -                                                                      |                                                                        |
| 7-10-2010                                                              | Abu Dhabi                                                              | Brasile                                                                | 3 – 0                                                                  | Iran                                                                   | Amichevole                                                             | -                                                                      | 79’                                                                    |
| 11-10-2010                                                             | Derby                                                                  | Brasile                                                                | 2 – 0                                                                  | Ucraina                                                                | Amichevole                                                             | -                                                                      |                                                                        |
| 17-11-2010                                                             | Doha                                                                   | Argentina                                                              | 1 – 0                                                                  | Brasile                                                                | Amichevole                                                             | -                                                                      |                                                                        |
| 9-2-2011                                                               | Saint-Denis                                                            | Francia                                                                | 1 – 0                                                                  | Brasile                                                                | Amichevole                                                             | -                                                                      |                                                                        |
| 27-3-2011                                                              | Londra                                                                 | Brasile                                                                | 2 – 0                                                                  | Scozia                                                                 | Amichevole                                                             | -                                                                      |                                                                        |
| 4-6-2011                                                               | Goiânia                                                                | Brasile                                                                | 0 – 0                                                                  | Paesi Bassi                                                            | Amichevole                                                             | -                                                                      |                                                                        |
| 3-7-2011                                                               | La Plata                                                               | Brasile                                                                | 0 – 0                                                                  | Venezuela                                                              | Coppa America 2011 - 1º turno                                          | -                                                                      | 37’                                                                    |
| 9-7-2011                                                               | Córdoba                                                                | Brasile                                                                | 2 – 2                                                                  | Paraguay                                                               | Coppa America 2011 - 1º turno                                          | -                                                                      |                                                                        |
| 13-7-2011                                                              | Córdoba                                                                | Brasile                                                                | 4 – 2                                                                  | Ecuador                                                                | Coppa America 2011 - 1º turno                                          | -                                                                      |                                                                        |
| 17-7-2011                                                              | La Plata                                                               | Brasile                                                                | 0 – 0 dts (0 – 2 dtr)                                                  | Paraguay                                                               | Coppa America 2011 - Quarti di finale                                  | -                                                                      |                                                                        |
| 10-8-2011                                                              | Stoccarda                                                              | Germania                                                               | 3 – 2                                                                  | Brasile                                                                | Amichevole                                                             | -                                                                      |                                                                        |
| 5-9-2011                                                               | Londra                                                                 | Brasile                                                                | 1 – 0                                                                  | Ghana                                                                  | Amichevole                                                             | -                                                                      |                                                                        |
| 7-10-2011                                                              | San José                                                               | Costa Rica                                                             | 0 – 1                                                                  | Brasile                                                                | Amichevole                                                             | -                                                                      |                                                                        |
| 11-10-2011                                                             | Torreón                                                                | Messico                                                                | 1 – 2                                                                  | Brasile                                                                | Amichevole                                                             | -                                                                      |                                                                        |
| 10-11-2011                                                             | Libreville                                                             | Gabon                                                                  | 0 – 2                                                                  | Brasile                                                                | Amichevole                                                             | -                                                                      | 86’                                                                    |
| 14-11-2011                                                             | Al Rayyan                                                              | Brasile                                                                | 2 – 0                                                                  | Egitto                                                                 | Amichevole                                                             | -                                                                      | cap.                                                                   |
| 28-2-2012                                                              | San Gallo                                                              | Bosnia ed Erzegovina                                                   | 1 – 2                                                                  | Brasile                                                                | Amichevole                                                             | -                                                                      | cap.                                                                   |
| 26-5-2012                                                              | Amburgo                                                                | Brasile                                                                | 3 – 1                                                                  | Danimarca                                                              | Amichevole                                                             | -                                                                      | cap.                                                                   |
| 30-5-2012                                                              | East Rutherford                                                        | Stati Uniti                                                            | 1 – 4                                                                  | Brasile                                                                | Amichevole                                                             | 1                                                                      | cap.                                                                   |
| 3-6-2012                                                               | Arlington                                                              | Brasile                                                                | 0 – 2                                                                  | Messico                                                                | Amichevole                                                             | -                                                                      | cap. 68’                                                               |
| 15-8-2012                                                              | Solna                                                                  | Svezia                                                                 | 0 – 3                                                                  | Brasile                                                                | Amichevole                                                             | -                                                                      | cap. 40’                                                               |
| 11-10-2012                                                             | Malmö                                                                  | Brasile                                                                | 6 – 0                                                                  | Iraq                                                                   | Amichevole                                                             | -                                                                      | cap.                                                                   |
| 16-10-2012                                                             | Breslavia                                                              | Giappone                                                               | 0 – 4                                                                  | Brasile                                                                | Amichevole                                                             | -                                                                      | cap.                                                                   |
| 14-11-2012                                                             | East Rutherford                                                        | Brasile                                                                | 1 – 1                                                                  | Colombia                                                               | Amichevole                                                             | -                                                                      | cap.                                                                   |
| 25-3-2013                                                              | Londra                                                                 | Brasile                                                                | 1 – 1                                                                  | Russia                                                                 | Amichevole                                                             | -                                                                      | cap.                                                                   |
| 2-6-2013                                                               | Rio de Janeiro                                                         | Brasile                                                                | 2 – 2                                                                  | Inghilterra                                                            | Amichevole                                                             | -                                                                      | cap.                                                                   |
| 9-6-2013                                                               | Porto Alegre                                                           | Brasile                                                                | 3 – 0                                                                  | Francia                                                                | Amichevole                                                             | -                                                                      | cap.                                                                   |
| 15-6-2013                                                              | Brasilia                                                               | Brasile                                                                | 3 – 0                                                                  | Giappone                                                               | Conf. Cup 2013 - 1º turno                                              | -                                                                      | cap.                                                                   |
| 19-6-2013                                                              | Fortaleza                                                              | Brasile                                                                | 2 – 0                                                                  | Messico                                                                | Conf. Cup 2013 - 1º turno                                              | -                                                                      | cap. 44’                                                               |
| 22-6-2013                                                              | Salvador                                                               | Italia                                                                 | 2 – 4                                                                  | Brasile                                                                | Conf. Cup 2013 - 1º turno                                              | -                                                                      | cap.                                                                   |
| 26-6-2013                                                              | Belo Horizonte                                                         | Brasile                                                                | 2 – 1                                                                  | Uruguay                                                                | Conf. Cup 2013 - Semifinale                                            | -                                                                      | cap.                                                                   |
| 30-6-2013                                                              | Rio de Janeiro                                                         | Brasile                                                                | 3 – 0                                                                  | Spagna                                                                 | Conf. Cup 2013 - Finale                                                | -                                                                      | cap.                                                                   |
| 14-8-2013                                                              | Basilea                                                                | Svizzera                                                               | 1 – 0                                                                  | Brasile                                                                | Amichevole                                                             | -                                                                      | cap.                                                                   |
| 7-9-2013                                                               | Brasilia                                                               | Brasile                                                                | 6 – 0                                                                  | Australia                                                              | Amichevole                                                             | -                                                                      | cap.                                                                   |
| 10-9-2013                                                              | Foxborough                                                             | Brasile                                                                | 3 – 1                                                                  | Portogallo                                                             | Amichevole                                                             | 1                                                                      | cap.                                                                   |
| 19-11-2013                                                             | Toronto                                                                | Brasile                                                                | 2 – 1                                                                  | Cile                                                                   | Amichevole                                                             | -                                                                      | cap. 74’                                                               |
| 5-3-2014                                                               | Johannesburg                                                           | Sudafrica                                                              | 0 – 5                                                                  | Brasile                                                                | Amichevole                                                             | -                                                                      | cap.                                                                   |
| 6-6-2014                                                               | San Paolo                                                              | Brasile                                                                | 1 – 0                                                                  | Serbia                                                                 | Amichevole                                                             | -                                                                      | cap.                                                                   |
| 12-6-2014                                                              | San Paolo                                                              | Brasile                                                                | 3 – 1                                                                  | Croazia                                                                | Mondiali 2014 - 1º turno                                               | -                                                                      | cap.                                                                   |
| 17-6-2014                                                              | Fortaleza                                                              | Brasile                                                                | 0 – 0                                                                  | Messico                                                                | Mondiali 2014 - 1º turno                                               | -                                                                      | cap. 79’                                                               |
| 23-6-2014                                                              | Brasilia                                                               | Camerun                                                                | 1 – 4                                                                  | Brasile                                                                | Mondiali 2014 - 1º turno                                               | -                                                                      | cap.                                                                   |
| 28-6-2014                                                              | Belo Horizonte                                                         | Brasile                                                                | 1 – 1 dts (3 – 2 dtr)                                                  | Cile                                                                   | Mondiali 2014 - Ottavi di finale                                       | -                                                                      | cap.                                                                   |
| 4-7-2014                                                               | Fortaleza                                                              | Brasile                                                                | 2 – 1                                                                  | Colombia                                                               | Mondiali 2014 - Quarti di finale                                       | 1                                                                      | cap. 64’                                                               |
| 12-7-2014                                                              | Brasilia                                                               | Brasile                                                                | 0 – 3                                                                  | Paesi Bassi                                                            | Mondiali 2014 - Finale 3º posto                                        | -                                                                      | cap. 2’                                                                |
| 18-11-2014                                                             | Vienna                                                                 | Austria                                                                | 1 – 2                                                                  | Brasile                                                                | Amichevole                                                             | -                                                                      | 28’                                                                    |
| 26-3-2015                                                              | Saint-Denis                                                            | Francia                                                                | 1 – 3                                                                  | Brasile                                                                | Amichevole                                                             | -                                                                      |                                                                        |
| 29-3-2015                                                              | Londra                                                                 | Brasile                                                                | 1 – 0                                                                  | Cile                                                                   | Amichevole                                                             | -                                                                      | 19’                                                                    |
| 10-6-2015                                                              | Porto Alegre                                                           | Brasile                                                                | 1 – 0                                                                  | Honduras                                                               | Amichevole                                                             | -                                                                      | 46’                                                                    |
| 17-6-2015                                                              | Santiago del Cile                                                      | Brasile                                                                | 0 – 1                                                                  | Colombia                                                               | Coppa America 2015 - 1º turno                                          | -                                                                      |                                                                        |
| 21-6-2015                                                              | Santiago del Cile                                                      | Brasile                                                                | 2 – 1                                                                  | Venezuela                                                              | Coppa America 2015 - 1º turno                                          | 1                                                                      | 83’                                                                    |
| 27-6-2015                                                              | Concepción                                                             | Brasile                                                                | 1 – 1 (3 – 4 dtr)                                                      | Paraguay                                                               | Coppa America 2015 - Quarti di finale                                  | -                                                                      |                                                                        |
| 11-11-2016                                                             | Belo Horizonte                                                         | Brasile                                                                | 3 – 0                                                                  | Argentina                                                              | Qual. Mondiali 2018                                                    | -                                                                      | 87’                                                                    |
| 28-3-2017                                                              | San Paolo                                                              | Brasile                                                                | 3 – 0                                                                  | Paraguay                                                               | Qual. Mondiali 2018                                                    | -                                                                      | 46’                                                                    |
| 9-6-2017                                                               | Melbourne                                                              | Brasile                                                                | 0 – 1                                                                  | Argentina                                                              | Amichevole                                                             | -                                                                      |                                                                        |
| 13-6-2017                                                              | Melbourne                                                              | Australia                                                              | 0 – 4                                                                  | Brasile                                                                | Amichevole                                                             | 1                                                                      | 78’                                                                    |
| 31-8-2017                                                              | Porto Alegre                                                           | Brasile                                                                | 2 – 0                                                                  | Ecuador                                                                | Qual. Mondiali 2018                                                    | -                                                                      | 46’                                                                    |
| 5-9-2017                                                               | Barranquilla                                                           | Colombia                                                               | 1 – 1                                                                  | Brasile                                                                | Qual. Mondiali 2018                                                    | -                                                                      | 90+4’                                                                  |
| 5-10-2017                                                              | La Paz                                                                 | Bolivia                                                                | 0 – 0                                                                  | Brasile                                                                | Qual. Mondiali 2018                                                    | -                                                                      | 29’                                                                    |
| 10-11-2017                                                             | Lilla                                                                  | Giappone                                                               | 1 – 3                                                                  | Brasile                                                                | Amichevole                                                             | -                                                                      |                                                                        |
| 23-3-2018                                                              | Mosca                                                                  | Russia                                                                 | 0 – 3                                                                  | Brasile                                                                | Amichevole                                                             | -                                                                      | cap.                                                                   |
| 27-3-2018                                                              | Berlino                                                                | Germania                                                               | 0 – 1                                                                  | Brasile                                                                | Amichevole                                                             | -                                                                      |                                                                        |
| 3-6-2018                                                               | Liverpool                                                              | Brasile                                                                | 2 – 0                                                                  | Croazia                                                                | Amichevole                                                             | -                                                                      |                                                                        |
| 10-6-2018                                                              | Vienna                                                                 | Austria                                                                | 0 – 3                                                                  | Brasile                                                                | Amichevole                                                             | -                                                                      | 60’                                                                    |
| 17-6-2018                                                              | Rostov                                                                 | Brasile                                                                | 1 – 1                                                                  | Svizzera                                                               | Mondiali 2018 - 1º turno                                               | -                                                                      |                                                                        |
| 22-6-2018                                                              | San Pietroburgo                                                        | Brasile                                                                | 2 – 0                                                                  | Costa Rica                                                             | Mondiali 2018 - 1º turno                                               | -                                                                      |                                                                        |
| 27-6-2018                                                              | Mosca                                                                  | Serbia                                                                 | 0 – 2                                                                  | Brasile                                                                | Mondiali 2018 - 1º turno                                               | 1                                                                      |                                                                        |
| 2-7-2018                                                               | Samara                                                                 | Brasile                                                                | 2 – 0                                                                  | Messico                                                                | Mondiali 2018 - Ottavi di finale                                       | -                                                                      | cap.                                                                   |
| 6-7-2018                                                               | Kazan'                                                                 | Brasile                                                                | 1 – 2                                                                  | Belgio                                                                 | Mondiali 2018 - Quarti di finale                                       | -                                                                      |                                                                        |
| 8-9-2018                                                               | East Rutherford                                                        | Stati Uniti                                                            | 0 – 2                                                                  | Brasile                                                                | Amichevole                                                             | -                                                                      | 80’                                                                    |
| 26-3-2019                                                              | Praga                                                                  | Rep. Ceca                                                              | 1 – 3                                                                  | Brasile                                                                | Amichevole                                                             | -                                                                      |                                                                        |
| 9-6-2019                                                               | Porto Alegre                                                           | Brasile                                                                | 7 – 0                                                                  | Honduras                                                               | Amichevole                                                             | 1                                                                      | 77’                                                                    |
| 14-6-2019                                                              | San Paolo                                                              | Brasile                                                                | 3 – 0                                                                  | Bolivia                                                                | Coppa America 2019 - 1º turno                                          | -                                                                      |                                                                        |
| 18-6-2019                                                              | Salvador                                                               | Brasile                                                                | 0 – 0                                                                  | Venezuela                                                              | Coppa America 2019 - 1º turno                                          | -                                                                      |                                                                        |
| 22-6-2019                                                              | San Paolo                                                              | Perù                                                                   | 0 – 5                                                                  | Brasile                                                                | Coppa America 2019 - 1º turno                                          | -                                                                      | 78’                                                                    |
| 27-6-2019                                                              | Porto Alegre                                                           | Brasile                                                                | 0 – 0 (4 – 3 dtr)                                                      | Paraguay                                                               | Coppa America 2019 - Quarti di finale                                  | -                                                                      |                                                                        |
| 2-7-2019                                                               | Belo Horizonte                                                         | Brasile                                                                | 2 – 0                                                                  | Argentina                                                              | Coppa America 2019 - Semifinale                                        | -                                                                      |                                                                        |
| 7-7-2019                                                               | Rio de Janeiro                                                         | Brasile                                                                | 3 – 1                                                                  | Perù                                                                   | Coppa America 2019 - Finale                                            | -                                                                      | 53’                                                                    |
| 7-9-2019                                                               | Miami Gardens                                                          | Brasile                                                                | 2 – 2                                                                  | Colombia                                                               | Amichevole                                                             | -                                                                      |                                                                        |
| 10-10-2019                                                             | Singapore                                                              | Brasile                                                                | 1 – 1                                                                  | Senegal                                                                | Amichevole                                                             | -                                                                      |                                                                        |
| 13-10-2019                                                             | Singapore                                                              | Brasile                                                                | 1 – 1                                                                  | Nigeria                                                                | Amichevole                                                             | -                                                                      | 90+4’                                                                  |
| 15-11-2019                                                             | Riad                                                                   | Brasile                                                                | 0 – 1                                                                  | Argentina                                                              | Amichevole                                                             | -                                                                      |                                                                        |
| 9-10-2020                                                              | San Paolo                                                              | Brasile                                                                | 5 – 0                                                                  | Bolivia                                                                | Qual. Mondiali 2022                                                    | -                                                                      | cap. 59’ 71’                                                           |
| 13-10-2020                                                             | Lima                                                                   | Perù                                                                   | 2 – 4                                                                  | Brasile                                                                | Qual. Mondiali 2022                                                    | -                                                                      | cap.                                                                   |
| 13-11-2020                                                             | San Paolo                                                              | Brasile                                                                | 1 – 0                                                                  | Venezuela                                                              | Qual. Mondiali 2022                                                    | -                                                                      | cap.                                                                   |
| 17-11-2020                                                             | Montevideo                                                             | Uruguay                                                                | 0 – 2                                                                  | Brasile                                                                | Qual. Mondiali 2022                                                    | -                                                                      | cap.                                                                   |
| 17-6-2021                                                              | Rio de Janeiro                                                         | Brasile                                                                | 4 – 0                                                                  | Perù                                                                   | Coppa America 2021 - 1º turno                                          | -                                                                      | cap.                                                                   |
| 23-6-2021                                                              | Rio de Janeiro                                                         | Brasile                                                                | 2 – 1                                                                  | Colombia                                                               | Coppa America 2021 - 1º turno                                          | -                                                                      | cap.                                                                   |
| 2-7-2021                                                               | Rio de Janeiro                                                         | Brasile                                                                | 1 – 0                                                                  | Cile                                                                   | Coppa America 2021 - Quarti di finale                                  | -                                                                      | cap.                                                                   |
| 5-7-2021                                                               | Rio de Janeiro                                                         | Brasile                                                                | 1 – 0                                                                  | Perù                                                                   | Coppa America 2021 - Semifinale                                        | -                                                                      | cap.                                                                   |
| 10-7-2021                                                              | Rio de Janeiro                                                         | Argentina                                                              | 1 – 0                                                                  | Brasile                                                                | Coppa America 2021 - Finale                                            | -                                                                      | cap.                                                                   |
| 7-10-2021                                                              | Caracas                                                                | Venezuela                                                              | 1 – 3                                                                  | Brasile                                                                | Qual. Mondiali 2022                                                    | -                                                                      | cap.                                                                   |
| 10-10-2021                                                             | Barranquilla                                                           | Colombia                                                               | 0 – 0                                                                  | Brasile                                                                | Qual. Mondiali 2022                                                    | -                                                                      | 71’                                                                    |
| 14-10-2021                                                             | Manaus                                                                 | Brasile                                                                | 4 – 1                                                                  | Uruguay                                                                | Qual. Mondiali 2022                                                    | -                                                                      | cap.                                                                   |
| 11-11-2021                                                             | San Paolo                                                              | Brasile                                                                | 1 – 0                                                                  | Colombia                                                               | Qual. Mondiali 2022                                                    | -                                                                      | cap.                                                                   |
| 27-1-2022                                                              | Quito                                                                  | Ecuador                                                                | 1 – 1                                                                  | Brasile                                                                | Qual. Mondiali 2022                                                    | -                                                                      |                                                                        |
| 1-2-2022                                                               | Belo Horizonte                                                         | Brasile                                                                | 4 – 0                                                                  | Paraguay                                                               | Qual. Mondiali 2022                                                    | -                                                                      |                                                                        |
| 24-3-2022                                                              | Rio de Janeiro                                                         | Brasile                                                                | 4 – 0                                                                  | Cile                                                                   | Qual. Mondiali 2022                                                    | -                                                                      | cap.                                                                   |
| 2-6-2022                                                               | Seul                                                                   | Corea del Sud                                                          | 1 – 5                                                                  | Brasile                                                                | Amichevole                                                             | -                                                                      |                                                                        |
| 6-6-2022                                                               | Tokyo                                                                  | Giappone                                                               | 0 – 1                                                                  | Brasile                                                                | Amichevole                                                             | -                                                                      | 63’                                                                    |
| 23-9-2022                                                              | Le Havre                                                               | Brasile                                                                | 3 – 0                                                                  | Ghana                                                                  | Amichevole                                                             | -                                                                      | 46’                                                                    |
| 27-9-2022                                                              | Parigi                                                                 | Brasile                                                                | 5 – 1                                                                  | Tunisia                                                                | Amichevole                                                             | -                                                                      |                                                                        |
| 24-11-2022                                                             | Lusail                                                                 | Brasile                                                                | 2 – 0                                                                  | Serbia                                                                 | Mondiali 2022 - 1º turno                                               | -                                                                      |                                                                        |
| 28-11-2022                                                             | Doha                                                                   | Brasile                                                                | 1 – 0                                                                  | Svizzera                                                               | Mondiali 2022 - 1º turno                                               | -                                                                      | cap.                                                                   |
| 5-12-2022                                                              | Doha                                                                   | Brasile                                                                | 4 – 1                                                                  | Corea del Sud                                                          | Mondiali 2022 - Ottavi di finale                                       | -                                                                      | cap.                                                                   |
| 9-12-2022                                                              | Al Rayyan                                                              | Croazia                                                                | 1 – 1 dts (4 – 2 dtr)                                                  | Brasile                                                                | Mondiali 2022 - Quarti di finale                                       | -                                                                      | cap.                                                                   |
| Totale                                                                 |                                                                        | Presenze (5º posto)                                                    | 113                                                                    |                                                                        | Reti                                                                   | 7                                                                      |                                                                        |

| Cronologia completa delle presenze e delle reti in nazionale ― Brasile olimpica | Cronologia completa delle presenze e delle reti in nazionale ― Brasile olimpica | Cronologia completa delle presenze e delle reti in nazionale ― Brasile olimpica | Cronologia completa delle presenze e delle reti in nazionale ― Brasile olimpica | Cronologia completa delle presenze e delle reti in nazionale ― Brasile olimpica | Cronologia completa delle presenze e delle reti in nazionale ― Brasile olimpica | Cronologia completa delle presenze e delle reti in nazionale ― Brasile olimpica | Cronologia completa delle presenze e delle reti in nazionale ― Brasile olimpica |
| Data                                                                            | Città                                                                           | In casa                                                                         | Risultato                                                                       | Ospiti                                                                          | Competizione                                                                    | Reti                                                                            | Note                                                                            |
| ------------------------------------------------------------------------------- | ------------------------------------------------------------------------------- | ------------------------------------------------------------------------------- | ------------------------------------------------------------------------------- | ------------------------------------------------------------------------------- | ------------------------------------------------------------------------------- | ------------------------------------------------------------------------------- | ------------------------------------------------------------------------------- |
| 28-7-2008                                                                       | Singapore                                                                       | Singapore                                                                       | 0 – 3                                                                           | Brasile olimpica                                                                | Amichevole                                                                      | -                                                                               |                                                                                 |
| 1-8-2008                                                                        | Hanoi                                                                           | Vietnam                                                                         | 0 – 3                                                                           | Brasile olimpica                                                                | Amichevole                                                                      | -                                                                               |                                                                                 |
| 13-8-2008                                                                       | Qinhuangdao                                                                     | Cina olimpica                                                                   | 0 – 3                                                                           | Brasile olimpica                                                                | Olimpiadi 2008 - 1º turno                                                       | -                                                                               |                                                                                 |
| 22-8-2008                                                                       | Shanghai                                                                        | Belgio olimpica                                                                 | 0 – 2                                                                           | Brasile olimpica                                                                | Olimpiadi 2008 - Finale 3º posto                                                | -                                                                               |                                                                                 |
| 20-7-2012                                                                       | Middlesbrough                                                                   | Regno Unito olimpica                                                            | 0 – 2                                                                           | Brasile olimpica                                                                | Amichevole                                                                      | -                                                                               |                                                                                 |
| 26-7-2012                                                                       | Cardiff                                                                         | Egitto olimpica                                                                 | 2 – 3                                                                           | Brasile olimpica                                                                | Olimpiadi 2012 - 1º turno                                                       | -                                                                               |                                                                                 |
| 29-7-2012                                                                       | Manchester                                                                      | Brasile olimpica                                                                | 3 – 1                                                                           | Bielorussia olimpica                                                            | Olimpiadi 2012 - 1º turno                                                       | -                                                                               |                                                                                 |
| 1-8-2012                                                                        | Newcastle                                                                       | Brasile olimpica                                                                | 3 – 0                                                                           | Nuova Zelanda olimpica                                                          | Olimpiadi 2012 - 1º turno                                                       | -                                                                               |                                                                                 |
| 4-8-2012                                                                        | Newcastle                                                                       | Brasile olimpica                                                                | 3 – 2                                                                           | Honduras olimpica                                                               | Olimpiadi 2012 - Quarti di finale                                               | -                                                                               |                                                                                 |
| 7-8-2012                                                                        | Manchester                                                                      | Corea del Sud olimpica                                                          | 0 – 3                                                                           | Brasile olimpica                                                                | Olimpiadi 2012 - Semifinale                                                     | -                                                                               |                                                                                 |
| 11-8-2012                                                                       | Londra                                                                          | Brasile olimpica                                                                | 1 – 2                                                                           | Messico olimpica                                                                | Olimpiadi 2012 - Finale                                                         | -                                                                               |                                                                                 |
| Totale                                                                          |                                                                                 | Presenze                                                                        | 11                                                                              |                                                                                 | Reti                                                                            | 0                                                                               |                                                                                 |

## Palmarès

### Club

#### Competizioni nazionali
- Coppa del Brasile: 1

Fluminense: 2007
- Campionato italiano: 1

Milan: 2010-2011
- Supercoppa italiana: 1

Milan: 2011
- Campionato francese: 7

Paris Saint-Germain: 2012-2013, 2013-2014, 2014-2015, 2015-2016, 2017-2018, 2018-2019, 2019-2020
- Supercoppa francese: 7

Paris Saint-Germain: 2013, 2014, 2015, 2016, 2017, 2018, 2019
- Coppa di Lega francese: 6  (record condiviso con Marco Verratti e Marquinhos)

Paris Saint-Germain: 2013-2014, 2014-2015, 2015-2016, 2016-2017, 2017-2018, 2019-2020
- Coppa di Francia: 5

Paris Saint-Germain: 2014-2015, 2015-2016, 2016-2017, 2017-2018, 2019-2020

#### Competizioni internazionali

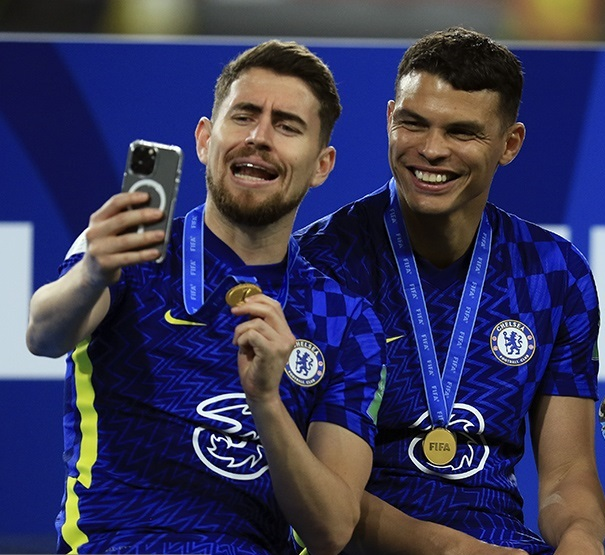
Thiago Silva celebra con il compagno al Jorginho la vittoria della Coppa del mondo per club 2021.

- UEFA Champions League: 1

Chelsea: 2020-2021
- Supercoppa UEFA: 1

Chelsea: 2021
- Coppa del mondo per club: 1

Chelsea: 2021

### Nazionale
- Bronzo olimpico: 1

Pechino 2008
- Argento olimpico: 1

Londra 2012
- Confederations Cup: 1

Brasile 2013
- Coppa America: 1

Brasile 2019

### Individuale
- Bola de Prata: 1

2007

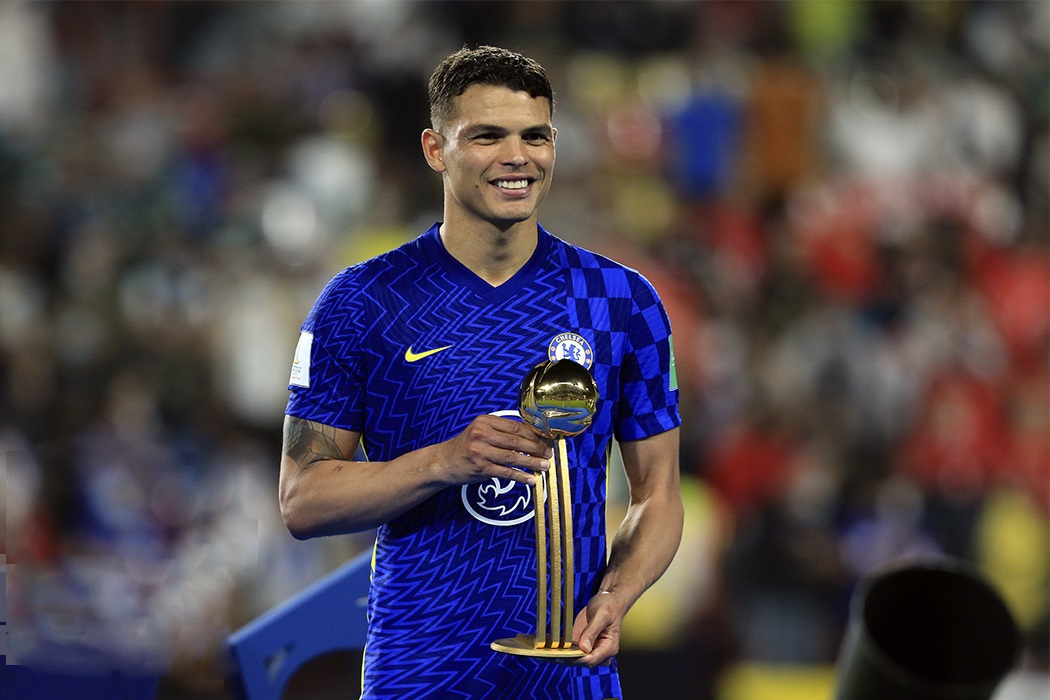
Thiago Silva premiato come miglior giocatore della Coppa del mondo per club nell'edizione del 2021.

- Squadra dell'anno del Campeonato Brasileiro Série A: 1

2008
- Squadra dell'anno del Sud America: 1

2008
- Samba d'Or: 3

2011, 2012, 2013
- Premio Armando Picchi: 1

2010-2011
- Squadra dell'anno UEFA: 4

2011, 2012, 2013, 2015
- Gran Galà del calcio AIC: 2

Squadra dell'anno: 2011, 2012
- ESM Team of the Year: 1

2011-2012
- Trophées UNFP du football: 7

Squadra ideale della Ligue 1: 2013, 2014, 2015, 2016, 2017, 2018, 2019
- FIFA/FIFPro World XI: 3

2013, 2014, 2015
- All-Star Team della Confederations Cup: 1

Brasile 2013
- All-Star Team del campionato mondiale: 2

Brasile 2014, Russia 2018
- Squadra della stagione della UEFA Champions League: 1

2015-2016
- Squadre ideale della Copa América: 1

Brasile 2019
- Squadra maschile CONMEBOL del decennio 2011-2020 IFFHS: 1

2020
- Miglior giocatore della Coppa del mondo per club FIFA: 1

2021